# Mozoncillo de Oca
Mozoncillo o Mozoncillo de Oca, es una localidad situada en la provincia de Burgos, comunidad autónoma de Castilla y León (España), comarca de Montes de Oca, partido judicial de Burgos y municipio de Valle de Oca.

## Geografía
En el valle del río Oca, afluente del Ebro por su margen derecha, a 2.5 km de la carretera BU-703, junto a las localidades de Cueva Cardiel, Villalbos, Villanasur Río de Oca, Ocón de Villafranca y Villalmóndar.
Wikimapia\ Coordenadas: 42°24′40″ N 3°19′54″ O

## Historia
Lugar de la Jurisdicción de Villafranca de Montes de Oca, en el partido Juarros, con jurisdicción de realengo ejercida por su regidor pedáneo.
Antiguo municipio de Castilla la Vieja en el Belorado, código INE-095079 que en el censo de la matrícula catastral se denominaba Mozoncillo de VIllafranca y contaba con 15 hogares y 54 vecinos. Entre el censo de 1857 y el anterior, este municipio desaparece porque se integra en el municipio 09526 Ocón de Villafranca. Entre el censo de 1930 y el anterior, la localidad se agrupa en el municipio 09411 Valle de Oca.
A continuación un fragmento del pregón de fiestas 2010.
Mozoncillo de Oca, perteneció al Alfoz de AUCA (OCA) del que se tiene conocimiento ya en fecha de 1 de enero de 964 con la fundación de la Basílica de San Julián de Vezares en el término de Santillán sito en los montes de Oca entre Villafranca y San Juan de Ortega.
Consultando el libro “Pueblos de España de la Repoblación” nos remontamos al año 1172, siglo XII, donde figura con el nombre de Mozonciello, diminutivo de Monzón y a su vez de Monte, “montecillo” de donde se cree procede su nombre.
No se tienen referencias cronológicas a las anteriormente mencionadas pero siglos antes con la invasión musulmana a partir del año 711, la inmensa mayoría de los pueblos de la zona fueron abandonados por sus habitantes o destruidos por los invasores. Aunque no se sabe con exactitud, que suerte corrió nuestro pueblo.
En primavera, el semáforo de la vida, da vueltas entre el corzo y las chiviritas del campo mayor.
Lo que sí es cierto es que tras la conquista, a la zona llegaron desplazados del norte de la península gentes de Vascongadas, Asturias y Cantabria que ocuparon los enclaves despoblados y fundaron nuevos pueblos por los alrededores, así tenemos constancia de la aparición en el año 869 de nombres como Cerratón, procedente del término Vasco Zarratone derivado de Zarra.
Otros como Alcocero en el año 981 proceden de Alcocer, palabra árabe que nos indica que fue fundado o repoblado por mozárabes, población que en la España musulmana acató la religión cristiana y que se aposentaron en estos lugares llegando a convivir en armonía con las gentes de la zona.
Por tradición oral conocemos que anexo a Mozoncillo existió en Regatillo un despoblado, situado entre el arroyo Regatillo y otro arroyo procedente del vértice Pedrero. 
Según contaban nuestros mayores en ese mismo enclave existió también un convento de monjas que sin razón conocida por los coetáneos, abandonaron sus propiedades y el convento. Estas monjas no recibieron la acogida esperada en Monzoncillo y continuaron su camino hasta Ocón donde les dieron cobijo y comida. En agradecimiento a sus habitantes cedieron sus tierras o las ofertaron a bajo precio. Es por ello que hasta no hace mucho tiempo gente de Ocón poseía propiedades en estos términos.
Un personaje de gran relevancia en el siglo XVI, llamado Fray Diego de Mardones, predicador de la Orden de los Dominicos, que según el archivo de la familia, nació en Mozoncillo de Oca en el año 1540 y llegó a ser confesor del rey Felipe III, quien posteriormente le nombró Obispo de Córdoba hasta su muerte en 1624.

## Parroquia
Iglesia de San Martín Obispo , dependiente de la parroquia de Villafranca Montes de Oca en el Arcipestrazgo de Oca-Tirón , diócesis de Burgos